# Diospyros urep
Diospyros urep är en tvåhjärtbladig växtart som beskrevs av B. Walln. Diospyros urep ingår i släktet Diospyros och familjen Ebenaceae. Inga underarter finns listade i Catalogue of Life.